# Yemenaltica scorteccii
Yemenaltica scorteccii is een keversoort uit de familie bladkevers (Chrysomelidae). De wetenschappelijke naam van de soort werd in 1985 gepubliceerd door Scherer.